# Zweden op het Eurovisiesongfestival 1998
Melodifestivalen 1999 was de 37ste editie van de liedjeswedstrijd die de Zweedse deelnemer voor het Eurovisiesongfestival oplevert. Er werden 1141 liedjes ingestuurd. De winnaar werd bepaald door de regionale jury's.

## Uitslag
| Nr. | Artiest            | Lied                    | Songwriters                                                   | Ptn | Plaats |
| --- | ------------------ | ----------------------- | ------------------------------------------------------------- | --- | ------ |
| 1   | Annika Fehling     | När en stjärna faller   | Annika Fehling                                                | -   | -      |
| 2   | B.I.G.             | Ingen annan väg         | Peo Thyrén, Richard Evenlind, Erika Evenlind, Stefan Almqvist | 52  | 2de    |
| 3   | Elisabeth Melander | Ta dej tid              | Margareta Nilsson, Gertrud Hemmel                             | -   | -      |
| 4   | Nanne Grönvall     | Avundsjuk               | Peter Grönvall, Nanne Grönvall                                | 35  | 4de    |
| 5   | Linda Eriksson     | Bara månen får se       | Torgny Söderberg                                              | -   | -      |
| 6   | Helena Eriksson    | Kärleken finns överallt | Frank Ådahl                                                   | -   | -      |
| 7   | Fredrik Karlsson   | Långsamma timmar        | Fredrik Karlsson, Peter Svensson                              | -   | -      |
| 8   | Myrra Malmberg     | Julia                   | Claes Andreasson, Torbjörn Wassenius                          | 38  | 3de    |
| 9   | Black Ingvars      | Cherie                  | Stephan Berg                                                  | 34  | 5de    |
| 10  | Jill Johnson       | Kärleken är             | Bobby Ljunggren, Håkan Almqvist, Ingela 'Pling' Forsman       | 62  | 1ste   |

### Jurering
| Lied            | Luleå | Örebro | Umeå) | Norrköping | Falun | Karlstad | Sundsvall | Växjö | Stockholm | Göteborg | Malmö | Totaal |
| --------------- | ----- | ------ | ----- | ---------- | ----- | -------- | --------- | ----- | --------- | -------- | ----- | ------ |
| Ingen annan väg | 8     | 6      | 6     | 4          | 6     | 2        | 4         | 4     | 2         | 2        | 8     | 52     |
| Avundsjuk       | 1     | 1      | 1     | 6          | 2     | 4        | 6         | 2     | 4         | 4        | 4     | 35     |
| Julia           | 4     | 4      | 2     | 1          | 1     | 8        | 2         | 8     | 1         | 6        | 1     | 38     |
| Cherie          | 2     | 2      | 8     | 2          | 4     | 1        | 1         | 1     | 6         | 1        | 6     | 34     |
| Kärleken är     | 6     | 8      | 4     | 8          | 8     | 6        | 8         | 6     | 8         | 8        | 2     | 72     |

## In Birmingham
In het Verenigd Koninkrijk moest Zweden optreden als 19de, net na Nederland en voor België. Aan het einde van de puntentelling was gebleken dat Zweden 10de geworden met een totaal van 53 punten.
Men ontving 1 keer het maximum van de punten.
België en Nederland hadden respectievelijk 0 en 5 punten over voor deze inzending.

### Gekregen punten

#### Finale
| 12 punten   | 10 punten   | 8 punten    | 7 punten            | 6 punten              |
| ----------- | ----------- | ----------- | ------------------- | --------------------- |
| - Estland   | - Noorwegen | - Hongarije |                     | - Finland             |
| 5 punten    | 4 punten    | 3 punten    | 2 punten            | 1 punt                |
| - Nederland | - Malta     | - Polen     | - Ierland - Turkije | - Verenigd Koninkrijk |

### Punten gegeven door Zweden

#### Finale
Punten gegeven in de finale:
| 12 punten | Noorwegen           |
| 10 punten | Finland             |
| 8 punten  | Nederland           |
| 7 punten  | Verenigd Koninkrijk |
| 6 punten  | Malta               |
| 5 punten  | Israël              |
| 4 punten  | Estland             |
| 3 punten  | Kroatië             |
| 2 punten  | België              |
| 1 punt    | Ierland             |